# 官職買賣
官職買賣是指政府機關或人員出售官職以賺取收入，又稱賣官鬻爵，有些是制度化的賣官，如中國、越南古代的捐納（通常只給予虛銜），也有些是個人或政府機關貪污，接受未經考核或未能通過考核者的賄賂後授予官職。

## 歷史

### 中國
在古代中國，官職買賣並非罕見現象，甚至在一些時期，買賣官位是民眾合法且公開的任官途徑。
先秦時期中國就已經有買賣官爵的紀錄，像例如秦王政四年（公元前243年）時，蝗災嚴重導致瘟疫流行，秦王嬴政因而下詔鼓勵老百姓納粟受爵，並說繳納粟米千石，就能得到一級爵位。
東漢晚年買官風氣盛行，常被視為那個時代吏治腐敗的象徵之一。東漢光和元年（西元178年），漢靈帝在西園設官邸，開始賣官鬻爵，當時官位的行情是二千石的官位要花兩千萬購買，四百石的官位要花四百萬購買；當時甚至就連公卿的位置都可以用錢買到，其中公要價一千萬，卿要價五百萬。。像曹操的父親曹嵩曾出錢一億萬買官至太尉。另說認為他是透過賄賂，而非直接買官。此外崔烈同樣花錢買來司徒。不過當時也有人反對這一現象，例如鉅鹿太守司馬直拒絕交錢並辭職，且上書漢靈帝痛斥朝廷腐敗，之後不久自殺。
魏晉南北朝時期，北齊也曾經盛行賣官的風氣，而賣官的行為被視為北齊政治上的弊病之一。
在後來的世代也經常有捐納補官的作法出現，而捐納補官也成為科舉之外擔任官職的另一途徑，唐朝、宋朝和元朝時都曾一度允許捐納補官。在明朝，捐納從明英宗正統年間開始舉辦。當時捐納「監捐」取得監生身份的，稱為「例監」。捐納「貢捐」取得貢生身份的，稱為「例貢」。明代成化年始定規則，規定生员納米百石以上，入国子监。军民纳二百五十石，为正九品散官，加五十石，增二级，至正七品止。捐的是監生與文散官(武散官無從六品以下等級)，七品散官是無法實補官職的，且為軍民納捐，與清代捐候補正職以及現任官員也捐昇官，有本質上的不同，不該混為一談。
清朝沿襲明制，開例捐、常捐。貢捐、監捐沿明納粟例。有清一代，商人捐纳蔚為風氣，所謂「有人在京好為官」，捐納制度為商人擴充政治資本提供了絕佳選擇。如乾隆朝平遥蔚字票号首任总经理毛鸿，共捐得「将军」、「大夫」衔三十一人；而清代捐纳風氣盛行的程度，從官員出身，可見一斑，地方官員初任資格為納捐出身者，乾隆29年為22.4%，道光20年為29.3%，同治10年為51.2%，光緒21年為49.4%。清沈垚的計算，光緒六年正途出身者且不靠納捐實補僅佔20.4%，若加上正途或恩蔭、雜途靠捐納昇官者，或正途出身以捐納得以實補者，總人數比例難以計算。沈垚嘆：「當今錢神為貴，儒術道消」。
民國时期，盡管買賣官位被視為非法的，但買賣官位的事情依舊時有所聞。

### 日本
平安時代盛行成功賣官制度，直至鐮倉幕府成立後明令遏止下才逐步消失。
數百年後，因戰國時期導致室町幕府威信低落，當時許多大名直接向朝廷獻金買官，也造成當時的官職泛濫。

## 註解
1. ↑  司馬遷《史記·秦始皇本紀》：「（秦王政四年）十月庚寅，蝗蟲從東方來，蔽天。天下疫。百姓內粟千石，拜爵一級。」
2. ↑  《資治通鑑》〈漢紀〉：是歲，初開西邸賣官，入錢各有差；二千石二千萬；四百石四百萬；其以德次應選者半之，或三分之一；於西園立庫以貯之。或詣闕上書占令長，隨縣好醜，豐約有賈。富者則先入錢，貧者到官然後倍輸。又私令左右賣公卿，公千萬，卿五百萬。初，帝為侯時常苦貧，及即位，每歎桓帝不能作家居，曾無私錢，故賣官聚錢以為私藏。
3. ↑  章懷太子注引續漢志：「靈帝時賣官，嵩以貨得拜大司農、大鴻臚，代崔烈為太尉。」
4. ↑  .   [2021-12-01]. （原始内容存档于2021-12-01）.
5. ↑  《周書·韋孝寬傳》：「且齊氏昏暴，政出多門，鬻獄賣官，惟利是視，荒淫酒色，忌害忠良。闔境熬然，不勝其弊。」
6. ↑  何炳棣《明清社會史論》p.54，《爵秩全覽》
7. ↑  如浙江《同官錄》載道光三十年縣學90名教授、教諭中，60名出身正途、26位出身捐納、4名出自保舉，60名正途出身者又有26位靠捐納獲得其官職。